# Несносные медведи (фильм, 2005)
«Несносные медведи» (англ. Bad News Bears) — американский спортивный комедийный фильм Ричарда Линклейтера 2005 года с Билли Бобом Торнтоном в главной роли. Фильм является ремейком одноимённого фильма 1976 года.

## Сюжет
Адвокат и мать-одиночка Лиз Уайтвуд подаёт в суд на начальство Младшей бейсбольной лиги, поскольку некоторых детей, в том числе и её сына, по разным причинам в детские бейсбольные команды не принимают, и она видит в этом дискриминацию. В конечном итоге ей позволяют создать новую команду, состоящую именно из таких детей. Лиз Уайтвуд обращается за помощью к склонному к алкоголизму дезинсектору Моррису Баттермейкеру, который в прошлом был профессиональным бейсболистом и недолго играл в высшей лиге за «Сиэтл Маринерс», пока не подрался с судьёй.
Баттермейкер видит в этой тренерской работе только дополнительный заработок и ничего более. На тренировки он приходит пьяный, детей тренирует спустя рукава, а иногда вообще использует их как помощников на своей основной работе по травле крыс. За спонсорской помощью, чтобы пошить детям форму, Баттермейкер обращается в стриптиз-клуб. Первую свою игру «Медведи» проигрывают с разгромным счётом, тренеру даже приходится остановить игру раньше времени. Дети очень расстроены сложившейся ситуацией. Баттермейкер видит, что для некоторых из них бейсбол действительно важен. Он решает, что команде нужен хороший игрок. Баттермейкер обращается за помощью к своей 12-летней дочери, которая является опытным питчером, и просит её присоединиться к его команде. Не сразу, но всё же Аманда соглашается. Дело в том, что Баттермейкер несколько лет назад ушёл из семьи и всё это время не общался ни со своей бывшей женой, ни с дочерью. Аманда становится единственной девочкой в команде. Через некоторое время «Медведи» принимают к себе и местного хулигана Келли Лика. После появления в команде двух хороших игроков, «Медведи» начинают выигрывать одну игру за другой.
С одной стороны, детям нравится побеждать и сам Баттермейкер становится одержимым победой в этом детском чемпионате, но с другой стороны, некоторые дети сами хотели бы поиграть и им не очень нравится, что вся игра строится только вокруг двух сильных игроков. В финальной игре, когда команда «Медведей» побеждает, Баттермейкер принимает решение в последнем иннинге выпустить на поле слабых игроков, в том числе и мальчика в инвалидном кресле. В последний момент «Медведи» всё же проигрывают, но, тем не менее, дети довольны хорошей игрой.

## В ролях
- Билли Боб Торнтон — Моррис Баттермейкер
- Грег Киннир — Рой Буллок
- Марша Гей Харден — Лиз Уайтвуд
- Сэмми Кейн Крафт — Аманда Уорлитцер
- Ридж Кэнайп — Тоби Уайтвуд
- Брэндон Краггс — Майк Энгельберг
- Джефф Дейвис — Келли Лик
- Тимми Дитерс — Таннер Бойл
- Карлос Эстрада — Мигель Агилар
- Эммануэль Эстрада — Хосе Агилар
- Трой Джентиле — Мэтью Хупер
- Кеннет «Кей Си» Харрис — Ахмад Абдул Рахим
- Аман Джоал — Прем Лахири
- Тайлер Патрик Джонс — Тимми Лупус
- Джеффри Тедмори — Гаро Дарагабригадьен
- Картер Дженкинс — Джоуи Буллок
- Арабелла Хольцбог — Шери Буллок

## Рецензии
Фильм получил смешанные отзывы. На сайте Rotten Tomatoes у него 48 % «свежести» на основе 163 рецензий. На сайте Metacritic у фильма 65 баллов из 100 на основе мнения 35 критиков.
Кинокритик Роджер Эберт похвалил игру Билли Боба Торнтона. Эберт отметил, что Торнтон объединил здесь две свои недавние роли — пьяницу из «Плохого Санты» (2003) и тренера из «В лучах славы» (2004). Роджер поставил фильму 3 звезды из 4. Кинокритик Джеймс Берардинелли также поставил фильму 3 звезды из 4. Он отметил, что ремейк очень верен своему первоисточнику и даже воссоздаёт некоторые сцены оригинального фильма. При этом он не считает ремейк плохим. По его мнению фильм можно смотреть из-за Торнтона, который сыграл Баттермейкера по-своему.
В прокате фильм провалился. Он собрал $34 млн при бюджете в $35 млн.